# Basilique Notre-Dame-de-la-Conception de Madrid
La Basilique Notre-Dame-de-la-Conception de Madrid est située dans la ville de Madrid, capitale de l'Espagne.
Elle est de style néo-gothique

## Historique
La construction a commencé en 1912 et l'édifice a été inauguré en 1914
Les architectes sont Eugenio Jiménez Corera jusqu'à sa mort en 1910 puis Jesús Carrasco-Muñoz (es).
En 2014, l'église a reçu du pape Benoit XVI le titre de Basilique mineure.

## Dimensions
Les dimensions de l'édifice sont les suivantes :
- Hauteur de la nef ; 23,3 m
- Hauteur des nefs latérales ; 15,2 m

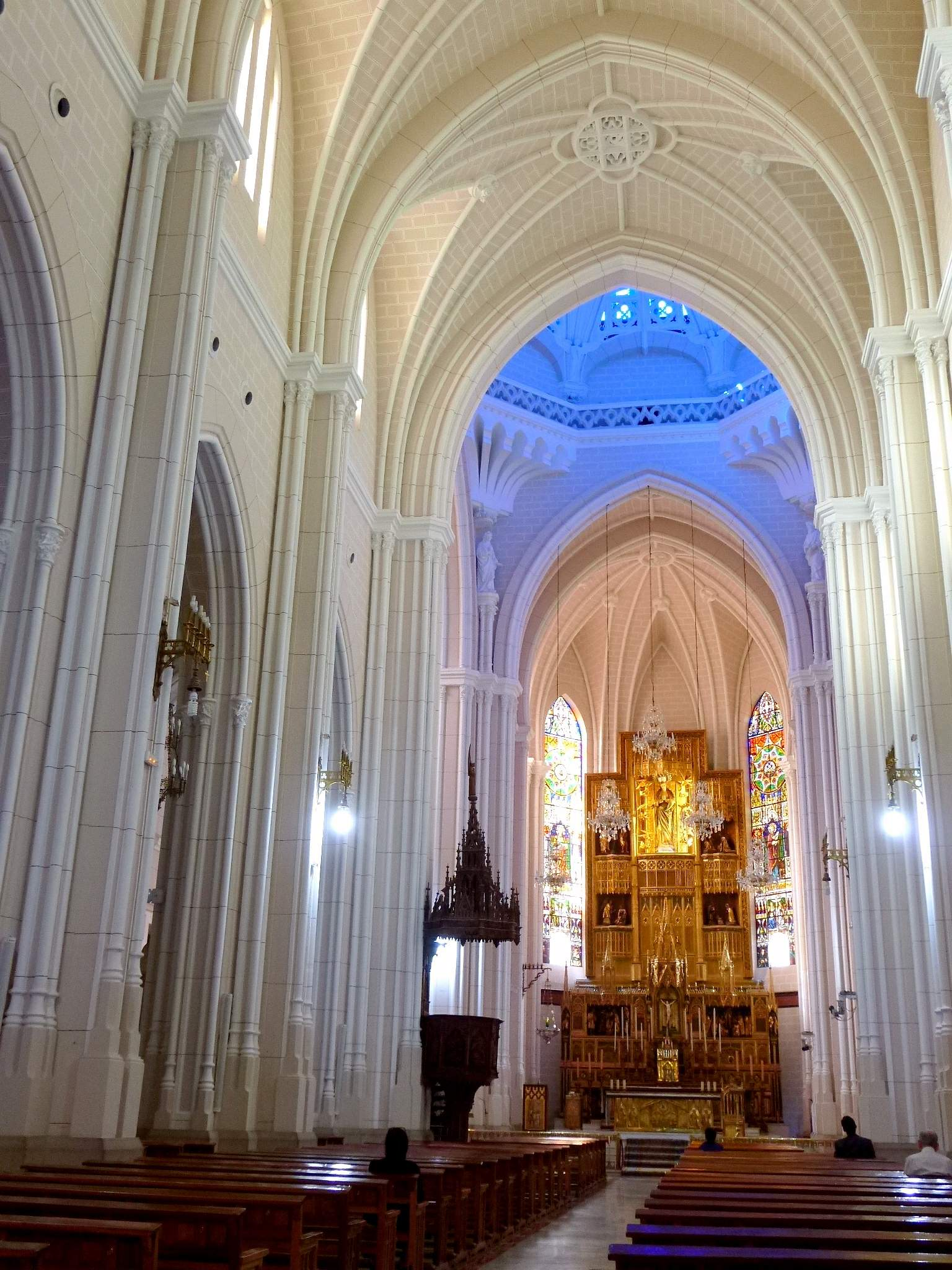
Intérieur de la basilique

- Longueur totale ; 67 m
- Hauteur de la tour ; 43,7 m
- Largeur ; 23 m